# Чемпионат мира по биатлону 1976
15-й чемпионат мира по биатлону прошёл в Италии, в Антольце в 1976 году.
Программа чемпионата состояла из одной дисциплины – спринта на 10 км, поскольку остальные вошли в программу Зимних олимпийских игр 1976 года в Инсбруке.

## Спринт 10 км
| Финишный протокол | Финишный протокол | Финишный протокол  | Финишный протокол  | Финишный протокол |
| Место             | Страна            | Спортсмен          | Время (отставание) | Промахи           |
| ----------------- | ----------------- | ------------------ | ------------------ | ----------------- |
| 1                 | СССР              | Александр Тихонов  | 36:48.2            | 4 (1+3)           |
| 2                 | СССР              | Александр Елизаров | +3.3               | 1 (1+0)           |
| 3                 | СССР              | Николай Круглов    | +31.7              | 2 (2+0)           |

## Зачет медалей
| Место | Страна | Золото | Серебро | Бронза | Общее число медалей |
| ----- | ------ | ------ | ------- | ------ | ------------------- |
| 1     | СССР   | 1      | 1       | 1      | 3                   |